# Eduardo Arnosi
Eduardo Arnosi (Buenos Aires, 6 de noviembre de 1924-23 de diciembre de 2012) fue un crítico musical y escritor argentino. Escribió artículos de ópera y música clásica para los diarios El Mundo y La Nación; en particular, escribiendo un artículo en esta última publicación sobre el debut de Maria Callas y Mario del Monaco en el Teatro Colón en la producción de 1949 Turandot de Puccini. Durante tres décadas, colaboró con artículos sobre la ópera en Argentina en las revistas Opera News y Opera.
Arnosi escribió diferentes libros sobre ópera, incluidas las biografías de Titta Ruffo (Titta Ruffo: el titán de los barítonos, Ediciones Ayer y Hoy de la Opera, 1977), Lauritz Melchior (Lauritz Melchior, el coloso wagneriano, Ars Lyrica, 1994), Claudia Muzio (Claudia Muzio, la única: en el cincuentenario de su muerte, Ars Lyrica, 1986), Beniamino Gigli y Julián Gayarre. Además de escribir, dio clases durante muchos años en el Instituto Universitario Nacional del Arte y colaboró durante más de dos décadas en diferentes programas de radio de Argentina.